# فرودگاه رامچاپ
 فرودگاه رامچاپ (به انگلیسی: Ramechhap Airport) یک فرودگاه همگانی با کد یاتا RHP است . این فرودگاه در کشور نپال قرار دارد و در ارتفاع ۴۷۴ متری از سطح دریا واقع شده است.